# David Konderla
David Austin Konderla (ur. 3 czerwca 1960 w Bryan, Teksas) – amerykański duchowny katolicki, biskup Tulsy od 2016.

## Życiorys
Święcenia kapłańskie otrzymał 20 czerwca 1992. Został inkardynowany do diecezji Austin. Pracował głównie jako duszpasterz parafialny (przez kilkanaście lat przy Texas A&M University), a w latach 2001–2005 był diecezjalnym duszpasterzem powołań.
8 marca 2016 papież Franciszek mianował go biskupem ordynariuszem diecezji Tulsa. Sakry udzielił mu 29 czerwca 2016 metropolita Oklahoma City - arcybiskup Paul Coakley.